# NGC 3642

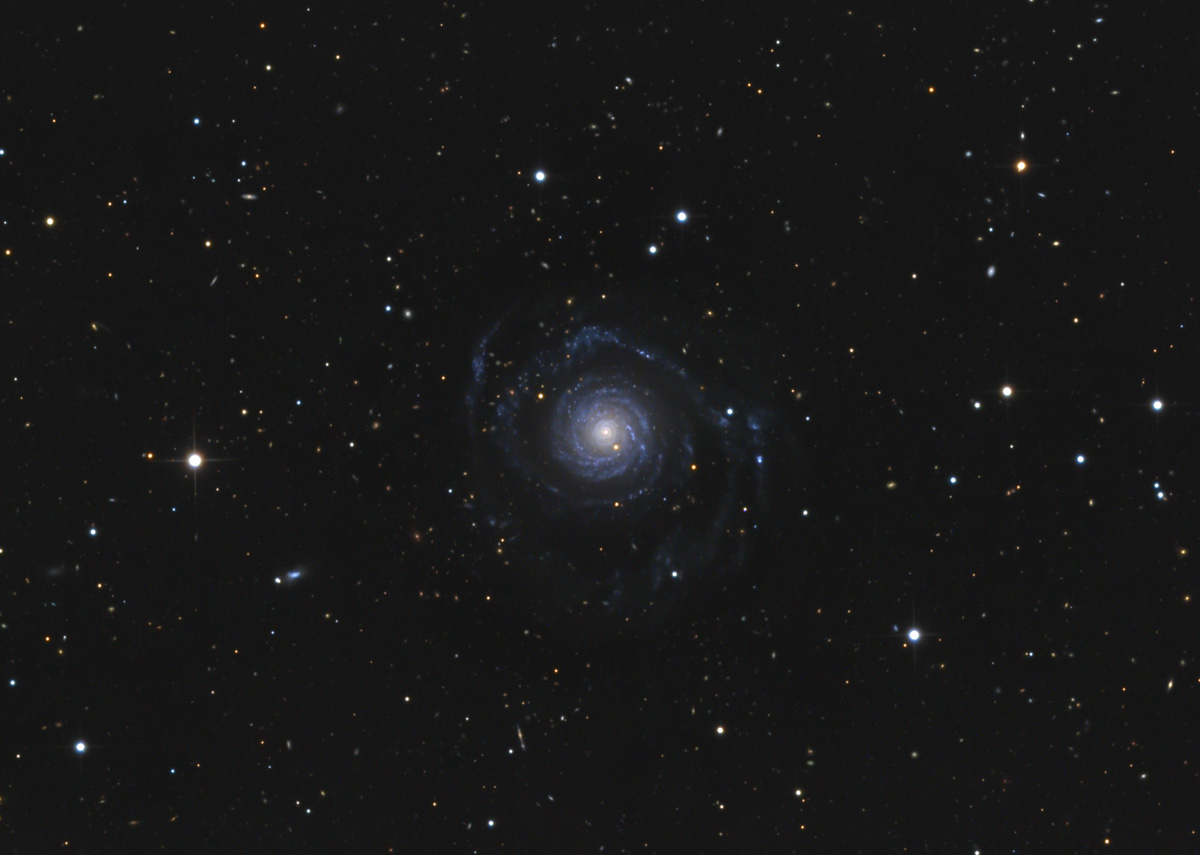
Hình ảnh của NGC 3642

NGC 3642 là tên của một thiên hà xoắn ốc nằm trong chòm sao Đại Hùng. Nó có một vùng phát xạ hạt nhân ion hóa thấp. Khoảng cách của nó với trái đất của chúng ta là khoảng xấp xỉ 30 triệu năm ánh sáng và kích thước biểu kiến của nó là 50000 năm ánh sáng. Nó có một cấu trúc đai giả, có thể được tạo thành từ một sự kiện hợp thành với một thiên hà lùn nhiều chất khí.

## Cấu trúc
NGC 3642 là một thiên hà xoắn ốc không có thanh chắn. Ở khu vực trung tâm của nó có một lỗ đen siêu khối lượng với khối lượng xấp xỉ khoảng 26 đến 31 triệu lần khối lượng mặt trời nếu dựa trên tốc độ phân tán trong thiên hà đo được từ kính viễn vọng không gian Hubble hoặc gấp 15 triệu lần khối lượng mặt trời nếu dựa vào độ sáng của điểm phình trên băng tần K.
Bao quanh nhân, có một nhánh xoắn ốc tạo thành một cấu trúc đai mà có thể đưa các vật chất vào nhân thiên hà. Do vậy ngoài cấu trúc đai, nó còn có sự xoắn ốc kết cụm bao quanh nhân. Phân bên ngoài của cấu trúc xoắn ốc tạo thành một cấu trúc đai giả dài khoảng nửa vòng tròn. Phần bên ngoài đó ngoài ra cũng bị biến dạng, trong khi phần chính của nó thì có một cái đĩa quay khác thường. Khí HI cũng như vậy và mở rộng ra về phía tây nhiều hơn các hướng ra.

## Thiên hà lân cận
Nó nằm trong nhóm thiên hà NGC 3642 (hoặc tên khác là nhóm NGC 3610), nhóm này bao gồm NGC 3610, NGC 3619, NGC 3669, NGC 3674 và NGC 3683. Các thiên hà khác gần đó là NGC 3440, NGC 3445, NGC 3458, NGC 3543 và NGC 3613..

## Dữ liệu hiện tại
Theo như quan sát, đây là thiên hà nằm trong chòm sao Đại Hùng và dưới đây là một số dữ liệu khác:
Xích kinh 11h 22m 17.9s
Độ nghiêng 59° 04′ 28″
Giá trị dịch chuyển đỏ 1571 ± 3 km/s
Cấp sao biểu kiến 10.8
Kích thước biểu kiến 1′.8 × 1′.5
Loại thiên hà SA(r)bc